# Alchemilla domingensis
Alchemilla domingensis é uma espécie de rosácea do gênero Alchemilla, pertencente à família Rosaceae.